# Stora Värtan
Stora Värtan är en fjärd i Stockholms inre skärgård som utgör en del av Östersjön. Den är belägen mellan Djursholm, Täby, Bogesundslandet och Lidingö, i kommunerna Danderyd, Lidingö, Täby, Vaxholm och Österåker.

## Geografi

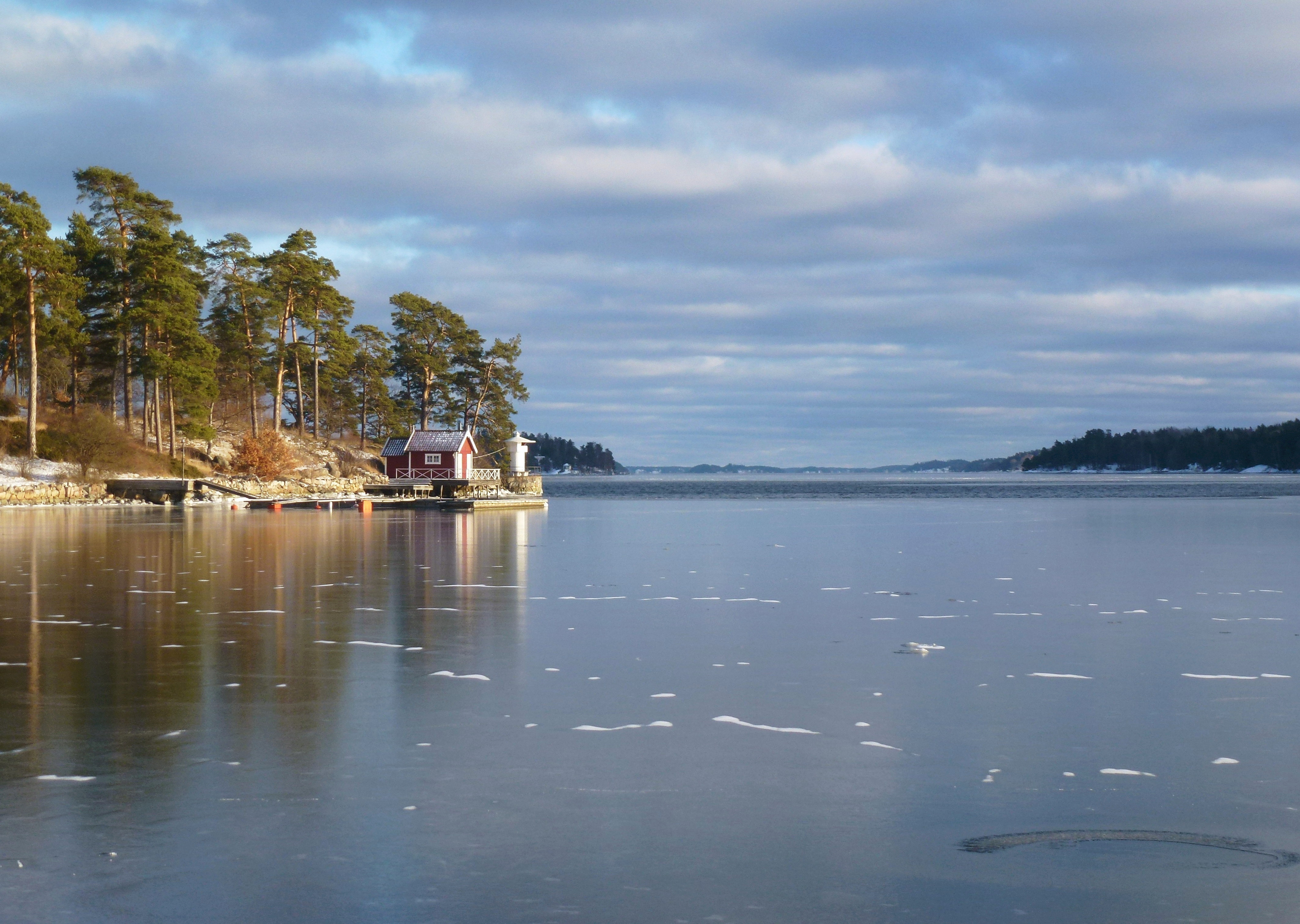
Stora Värtan från Djursholm, vy mot nordost, januari 2014.

Fjärden är cirka tre kilometer bred i öst-västlig riktning och cirka sex kilometer i nord-sydlig riktning. Fjärden ansluter till Lilla Värtan i sydväst, Kyrkfjärden i nordost och Askrikefjärden i sydost. 
Runt fjärden ligger många vikar och här finns även ett antal öar, bland andra Tornön, Bastuholmen, Lilla Skraggen, Stora Skraggen, där det finns ett aktivt båtvarv, samt Storholmen, där Stora Värtan övergår i Askrikefjärden. Trots att ön saknar vägförbindelse är Storholmen bebodd året runt. På Råholmen strålar Täbys, Österåkers, Vaxholms och Danderyds kommungränser samman. 
Djursholms och Täbys stränder är till stor del bebyggda, medan den östra stränderna huvudsakligen saknar bebyggelse. I väster finns flera småbåtshamnar, bland andra Viggbyholms båtklubb. Vid Näsbypark finns friluftsbadet Näsaäng.
Intill fjärden låg Roslagens flygflottilj (F 2) förlagd i Hägernäs 1926–1974. Den är numera nedlagd och på det tidigare militära området finns idag ett modernt sjönära bostadsområde.
På östra sidan av norra delen av Stora Värtan, nära Alholmsudd och ungefär mittemot det nya bostadsområdet Hägernäs strand, ligger vraket efter minsveparen HMS Aspö.

## Vattenförvaltning
Stora Värtan förvaltas inom Vattendirektivet med avseende på ekologisk och kemisk status. Det innebär att området är definierat som en så kallad kustvattenförekomst, som förvaltas och klassas i en cykel på 6 år. Den andra förvaltningscykeln i ordningen avslutades 2016 och påvisade att kustvattenförekomsten har en måttlig ekologisk status. Detta är en förbättring jämfört med den första cykeln då den fick klassningen otillfredsställande ekologisk status. 

## Bilder

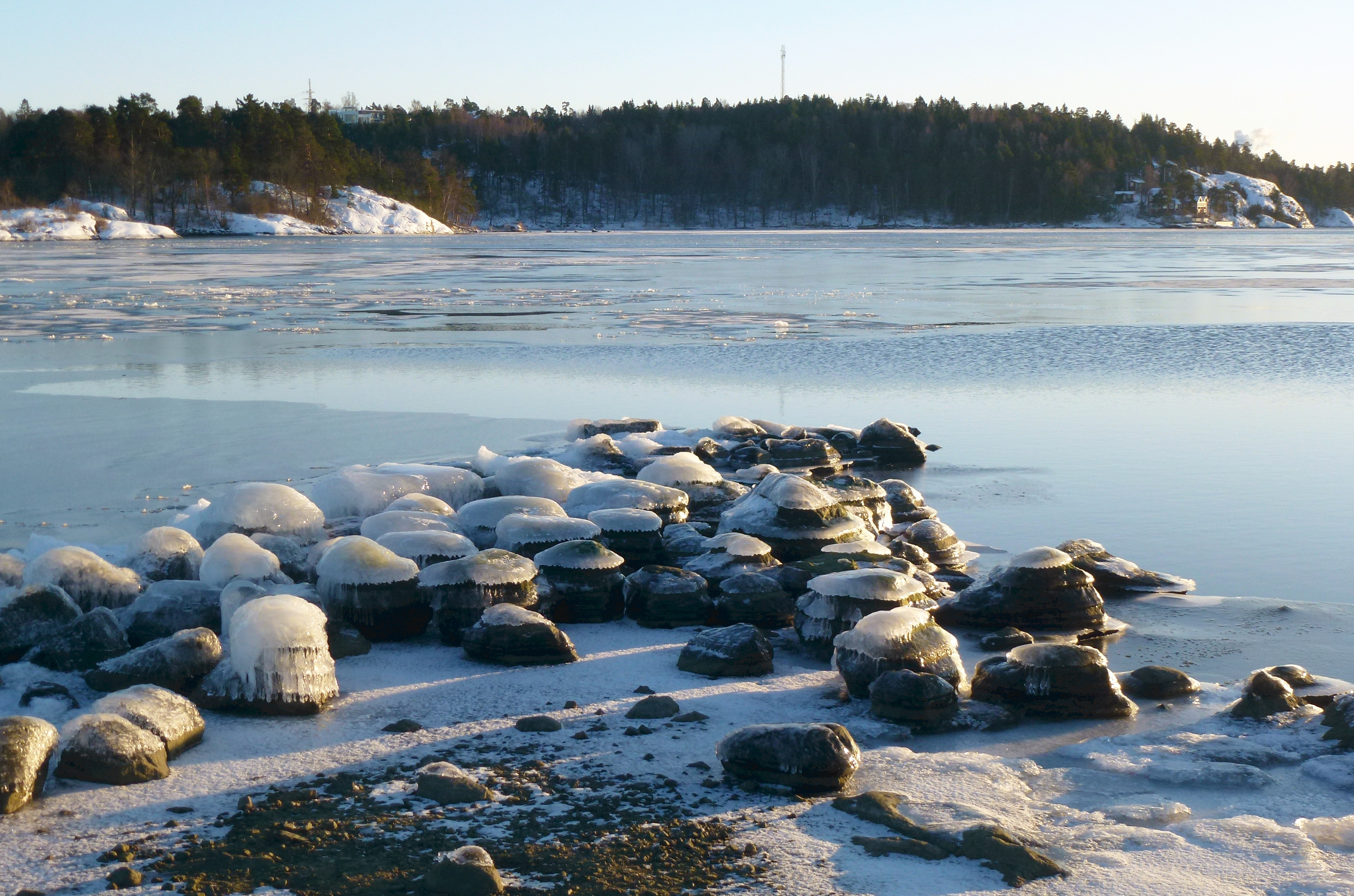
Stora Värtan från Djursholm/Aludden
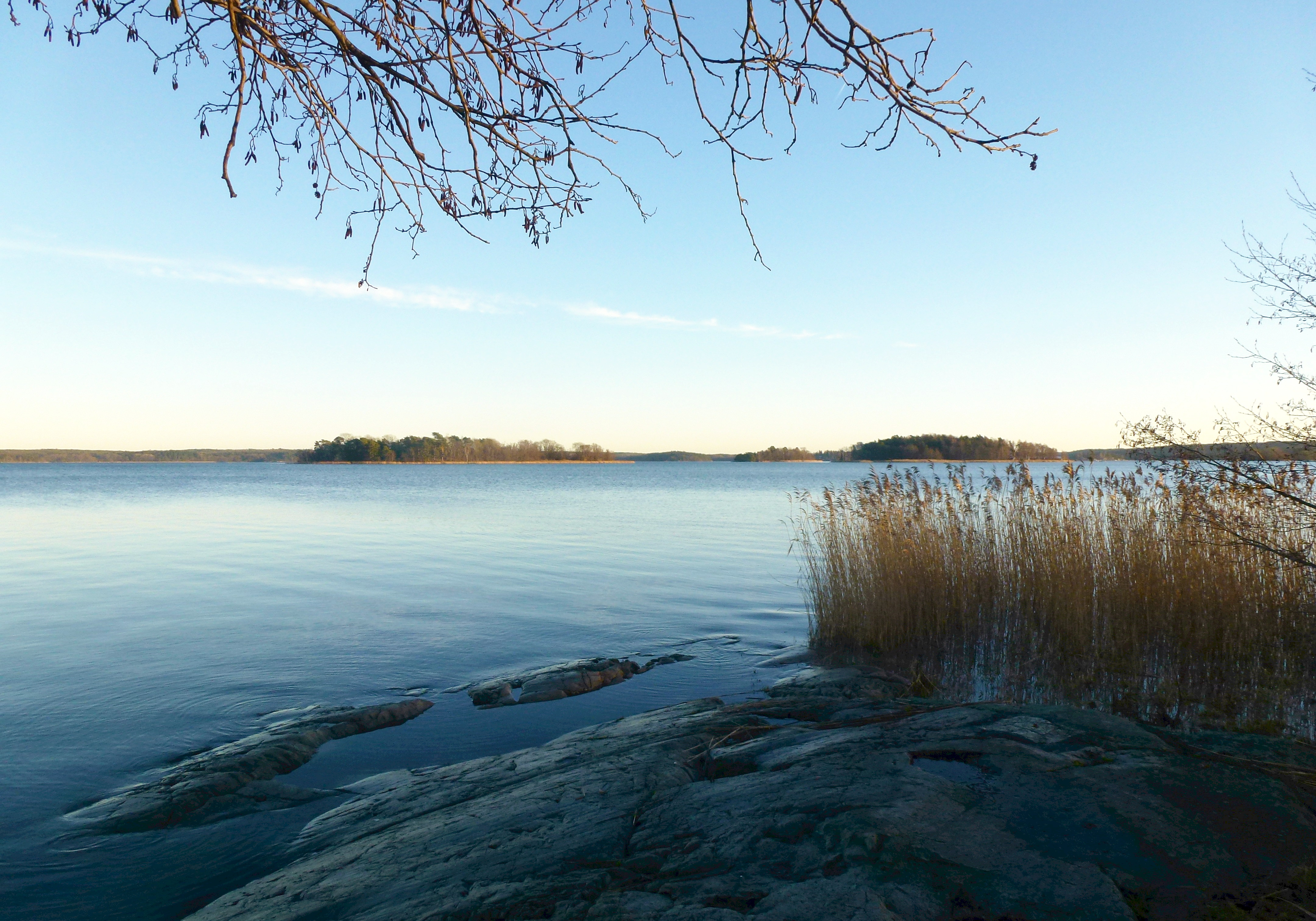
Stora Värtan från Djursholm/Ranängen
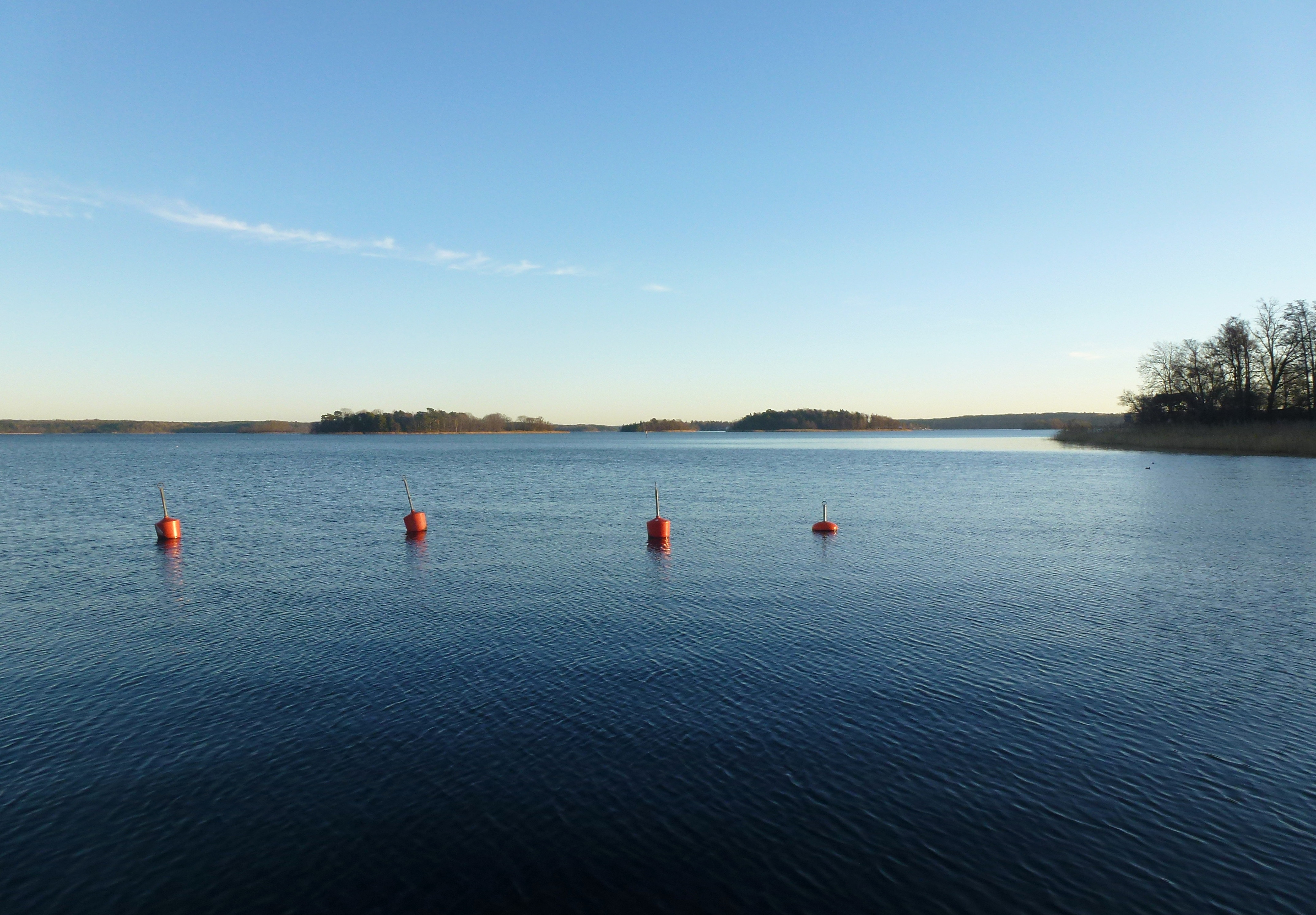
Stora Värtan från Djursholm/Ranängen
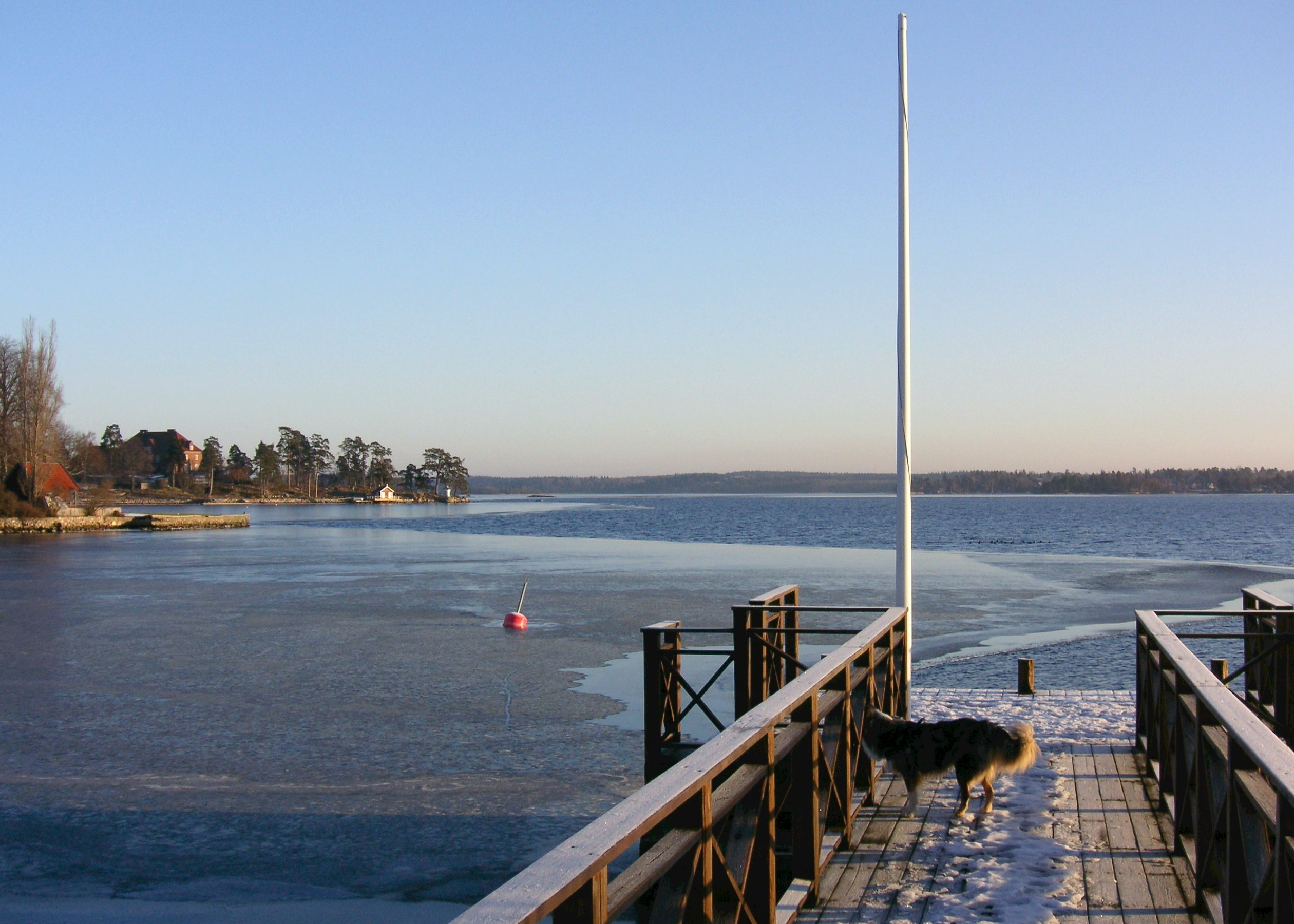
Aluddens brygga, vy mot norr